# سترونکوویتسه ناد بلانیتسی
سترونکوویتسه ناد بلانیتسی (به لاتین: Strunkovice nad Blanicí) یک منطقهٔ مسکونی در جمهوری چک است که در ناحیه پراخاتیتسه واقع شده‌است. سترونکوویتسه ناد بلانیتسی ۲۴٫۶۷ کیلومتر مربع مساحت و ۱٬۱۷۳ نفر جمعیت دارد و ۴۵۸ متر بالاتر از سطح دریا واقع شده‌است.